# Symphurus ocellatus
Symphurus ocellatus är en fiskart som beskrevs av Von Bonde 1922. Symphurus ocellatus ingår i släktet Symphurus och familjen Cynoglossidae. Inga underarter finns listade i Catalogue of Life.